# Sazliyka
La Sazliyka (Сазлийка en bulgare, à prononcer [səzˈliːkə], et qui donne Sazlijka ou Sazliika en écriture bulgare romanisée) est une rivière du sud de la Bulgarie. Un des affluent de la rive gauche de la Maritsa, elle traverse, irrigue et draine la ville de Stara Zagora et sa proche région.
Le réservoir de Galabovo est situé le long de cette rivière.

## Géographie
Elle prend naissance dans les montagnes (Sarnena Sredna Gora mountains). Sa partie aval (avant Radnevo) est aussi dénommée Rakitnitsa ou Syuyutliyka.
Le cours d'eau est long de 145,4 km et son bassin versant s'étend sur environ 3 293 km2. Son cours semble avoir été plusieurs fois réorienté par des évènements séismotectoniques (Cf. ligne de faille ).

## Hydrologie
Le module de la rivière Sazliyka à Galabovo est de 17 m3/s[réf. nécessaire].

## Histoire
la vallée de la Sazliyka a été occupée au moins depuis le néolithique.

## Écologie
Ce cours d'eau, malgré des pressions anthropiques importantes, présente des teneurs élevées en manganèse (Mn) mais qui restent (pour l'eau) inférieures aux seuils à ne pas dépasser pour les normes ou recommandations en vigueur.
Ce métal s'accumule toutefois dans le sédiment et est bioconcentré par les algues (dans tous les plans d'eau étudiés dans le bassin). Les taux les plus élevées de manganèse dans les sédiments ont été respectivement trouvés dans les rivières Sazliyska (714,5 mg/kg) et Bedechka River (799,6  mg/kg). Dans les algues, les taux les plus élevés ont été mesurés dans les villages de Yagoda (663,8 mg/kg), le barrage de Jrebchevo (476,0 mg/kg) et la rivière Sazliyka (411,5 mg/kg). Les ratios estimés entre taux de manganèse du sédiments et de l'eau ont montré que dans cette région, ce métal est de 1407 (Jrebchevo Dam) à 15466 (Tundzha rivière, village de Banya) fois plus présent dans le sédiment que dans l'eau. Le ratio calcula pour les teneur sédiment/algues, montre que le Mn est bioaccumulée : dans cette région, il est de 0,5 (barrage de Jrebchevo) à 2,4 fois (rivière Bedechka) plus présent dans le sédiment que dans les algues. Les teneurs comparées pour les algues et l'eau montrent que le Mn est 1301 (Tundzha Rivière à Jrebchevo Dam) à 19565 (Tundzha Rivière à Banya Village) fois plus concentré dans les algues que dans l'eau. Ceci suggère un mécanisme d'accumulation du Mn dans les sédiments et les algues, qui ne relève pas que d'une simple diffusion. Ces résultats montrent que l'analyse des algues et du sédiment sont bioindicatrices de la pollution par Mn et qu'ils peuvent être utilisés pour épurer l'eau.

## Étymologie
Ce nom proviendrait d'un mot de la période turque et ottomane : bulrush (ici utilisé avec un suffixe féminin bulgare).
Le nom donné au cours supérieur de la rivière (Syuyutliyka) proviendrait aussi du turc (racine söğüt, signifiant « osier », alors que Rakitnitsa est la traduction bulgare du même mot (rakita en bulgare),.

## Galerie d'images

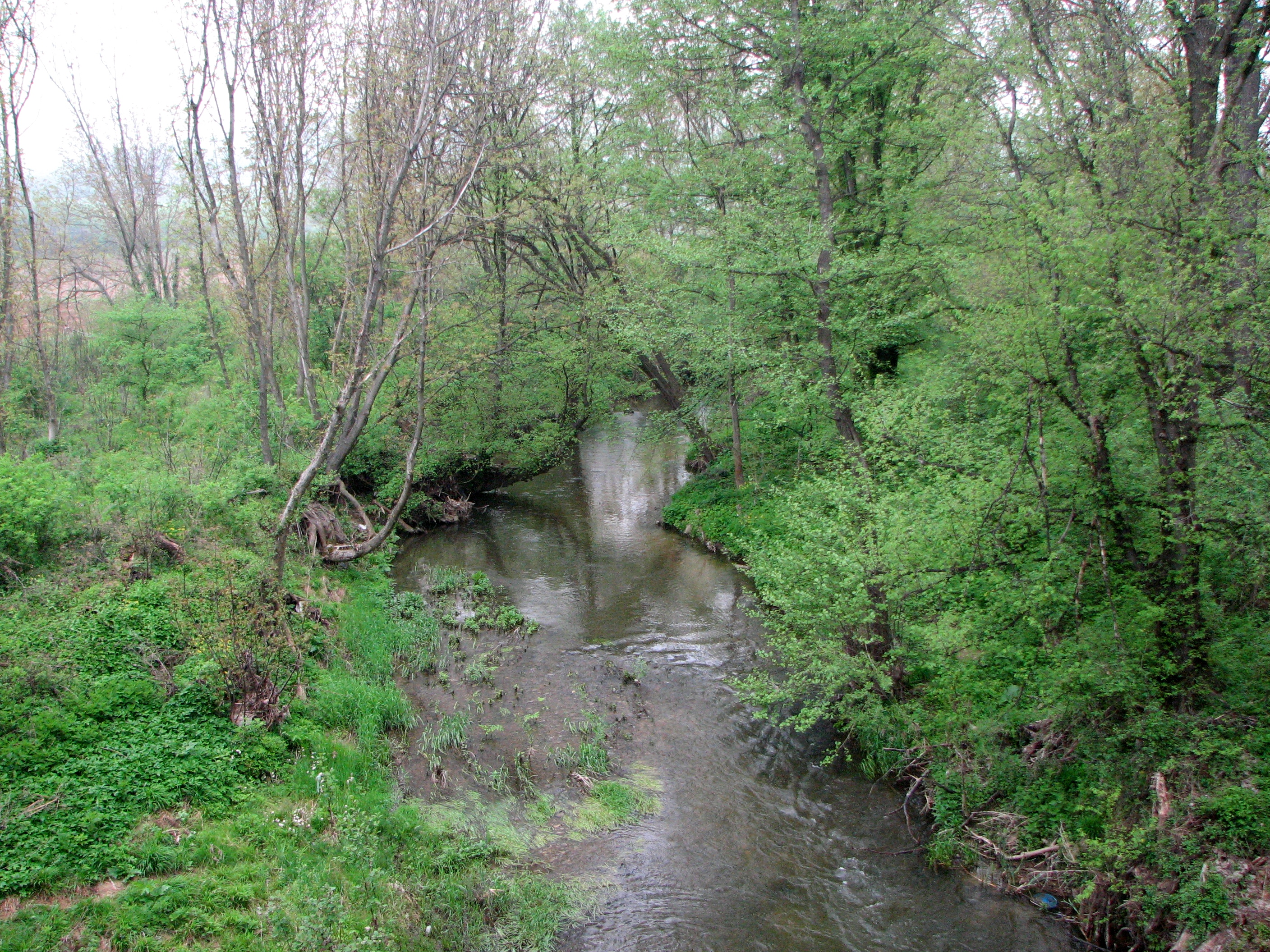
la rivière avant Elhovo ou Елхово (municipalité de Stara Zagora)
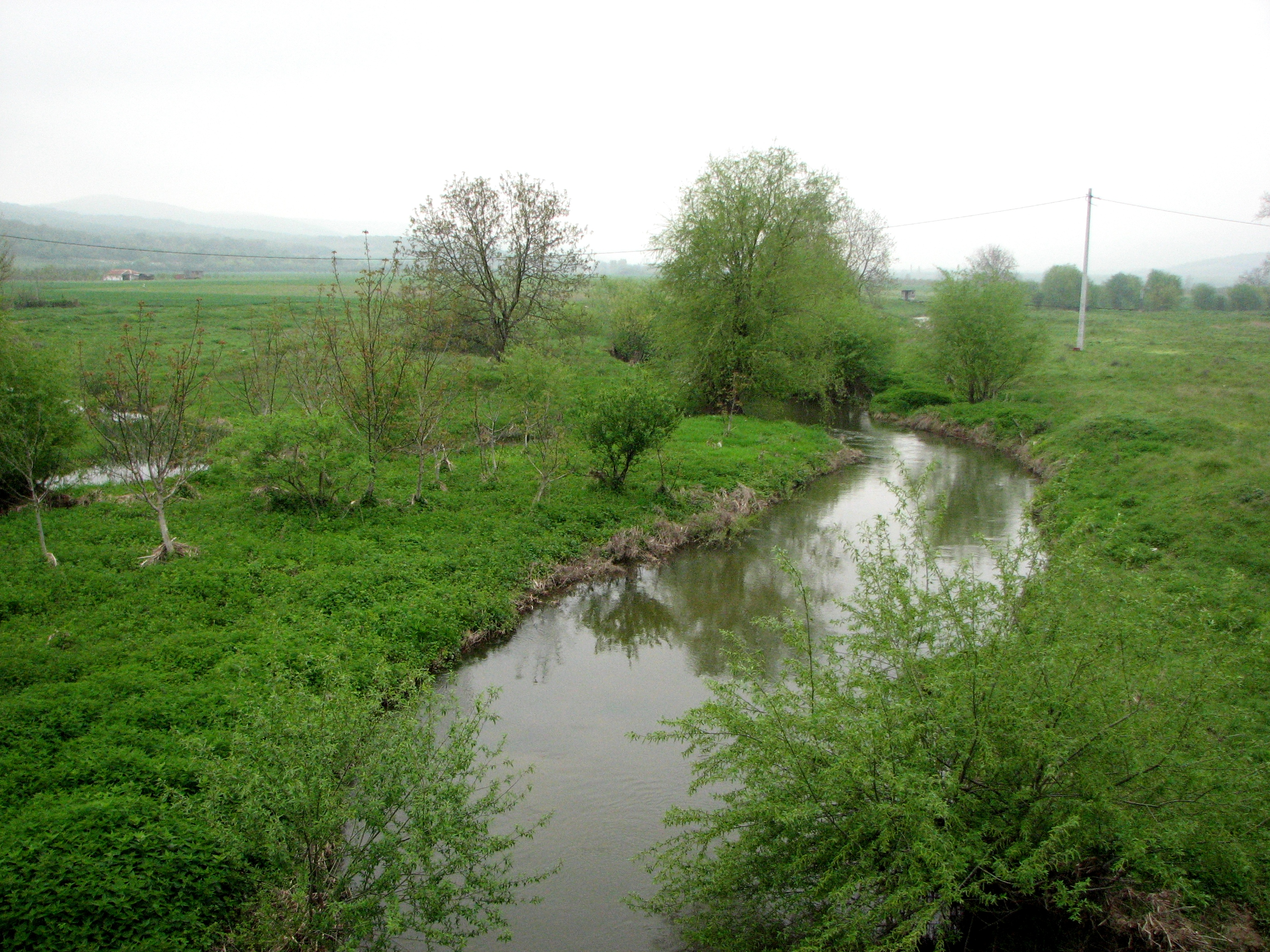
la rivière dans sa traversée de  Rakitnitsa (Ракитница)